# Alyssum montanum
Alyssum montanum es una especie de planta herbácea de la familia Brassicaceae.

## Descripción
Planta perenne de hasta 20 cm, forman grupos de plantas más o menos compactos, ramificada desde la base, de color verde ceniciento. Cepa leñosa. Tallos floríferos erectos y ascendentes. Hojas cubiertas de pelos estrellados, a veces con algunos pelos asimétricos en el margen; las hojas inferiores oblongas y atenuadas en un corto pecíolo, las hojas superiores más grandes y estrechas.
Racimos que  se alargan progresivamente durante la antesis. Sépalos verdes, con la cara externa cubierta de pelos estrellados, bifurcados, erguidos, más numerosos en los sépalos medianos. Pétalos amarillos de unos 4 mm, con pelos estrellados. Estambres laterales con un apéndice entero o dentado, soldado a la base del filamento; los medianos, con filamentos alados, con un diente entero. Ovario pubescente. Frutos 5 mm, suborbiculares, con valvas cubiertas de pelos estrellados. Dos semillas por lóculo.
Hábitat
Suelos calizos y calizo dolomíticos.
Distribución
Eurosiberiana, Mediterránea y Norte de África

## Taxonomía
Alyssum montanum fue descrito en 1753 por Carlos Linneo y publicado en el 2º volumen de Species Plantarum.
- El Alyssum montanum descrito por Brot. es el Alyssum alyssoides de  L.
- El Alyssum montanum descrito por Pall. es el Alyssum lenense de Adams
- El Alyssum montanum descrito por Patrin es el Alyssum canescens de DC.

Sinonimia
NOTA: Los nombres que presentan enlaces son sinónimos en otras especies: 
- Aduseton montanum
- Adyseton bertolonii
- Adyseton diffusum
- Adyseton montanum
- Alyssum albescens
- Alyssum arenarium
- Alyssum beugesiacum
- Alyssum brevifolium
- Alyssum collinum
- Alyssum erigens
- Alyssum flexicaule
- Alyssum montanum var. aitanicum
- Alyssum montanum var. alcalatenicum
- Alyssum montanum var. australe
- Alyssum montanum var. guilleriense
- Alyssum montanum var. pedemontanum
- Alyssum montanum var. pradense
- Alyssum montanum var. psammeum
- Alyssum montanum var. ramosissimum
- Alyssum montanum var. rhodanense
- Alyssum montanum var. xerophilum
- Alyssum petrophilum
- Alyssum porphyreticum
- Alyssum psammeum
- Alyssum rhodanense
- Alyssum samborense
- Alyssum vernale
- Alyssum xerophilum
- Anodontea arenaria
- Clypeola montana
- Crucifera alyssum
- Moenchia saxatilis

## Usos
Alyssum montanum es muy utilizado en jardinería como característica principales están el ser ultrarresistente (soportan temperaturas de -20 °C), ser tapizante, muy numerosas flores , aunque pequeñas, formando grupos compactos olorosos. Ideal para rocallas.

## Estudios

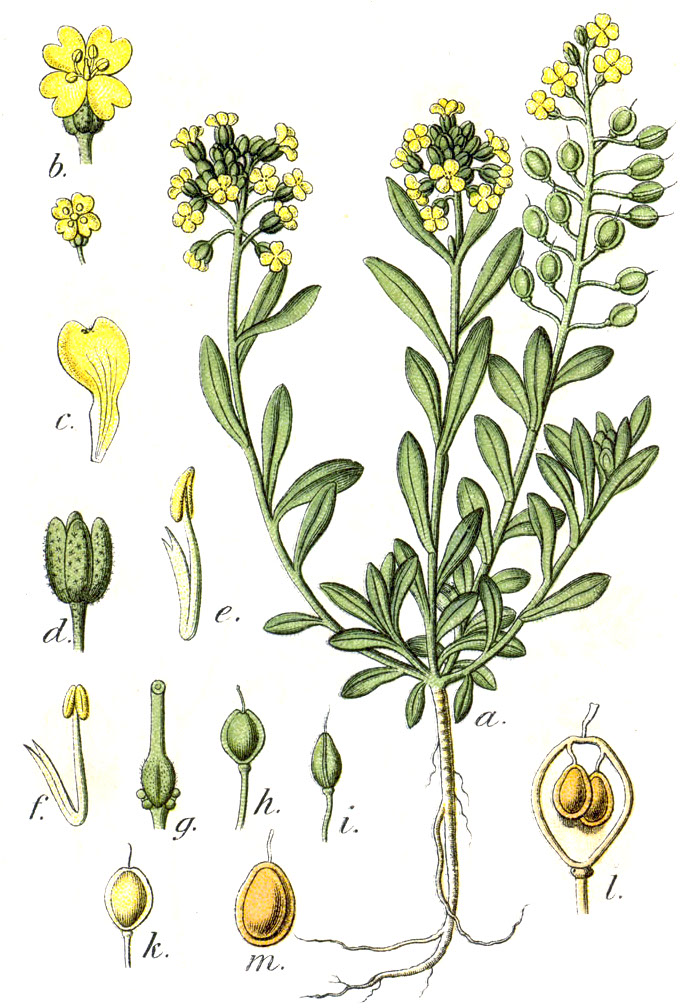
Ilustración Deutschlands Flora in Abbildungen.Johann Georg Sturm. 1796

- Se estudió la respuesta de los sistemas radiculares de Alyssum montanum a los niveles de Cu. También se investigaron los cambios en el contenido de clorofila y metal y la función fotosintética. Las bajas concentraciones en la solución nutritiva no afectaron el alargamiento de la raíz, posiblemente debido al desarrollo de co-tolerancia a Cu y las plantas son tolerantes a Zn y Pb.[15]
- El Estudio se centra en las poblaciones de A. montanum de Europa central, una especie que es altamente variable con respecto a su morfología, niveles de ploidia y requisitos ecológicos. Esta variación se refleja naturalmente en varios taxones infraespecíficos reconocidos, y existen diversas opiniones con respecto a su valor y circunscripciones. Basándonos en el polimorfismo de la longitud del fragmento amplificado (AFLP), así como en las pruebas morfométricas y de citometría de flujo, demostramos aquí que los patrones de variación contradicen los conceptos taxonómicos actuales de esta especie.[16]

|}

## Enlaces
- Datos: Q164394
- Multimedia: Alyssum montanum / Q164394
- Especies: Alyssum montanum